# IC 357
IC 357 је спирална галаксија у сазвјежђу Бик која се налази на листи објеката дубоког неба у Индекс каталогу.
Деклинација објекта је + 22° 9' 35" а ректасцензија 4h 3m 43,9s. Привидна величина (магнитуда) објекта IC 357 износи 13,4 а фотографска магнитуда 14,2. IC 357 је још познат и под ознакама UGC 2941, MCG 4-10-16, CGCG 487-16, NPM1G +22.0137, IRAS 04007+2201, PGC 14384.